# Матчи сборной СССР по регби 1989
В 1989 году сборная СССР по регби провела 16 матчей, из которых 3 матча носили тестовый статус. В этих матчах были одержаны 7 побед (две в тест-матчах), 8 матчей сборная СССР проиграла (в том числе один тест-матч), ещё один был сведён вничью. Три матча прошли в рамках чемпионатов Европы по регби в группе A (сезоны 1987/1989 и 1989/1990). В этом году сборная СССР совершила большие турне по Шотландии (три матча против британских студентов), Франции (два матча против клубов) и Англии (пять матчей против разных сборных).

## Список встреч

### Турне по Шотландии (матчи с британскими студентами)
| 4 апреля 1989 | \| СССР \| 12:13[1] \| Шотландия \| | ???       |
| СССР          | 12:13                               | Шотландия |

| 6 апреля 1989 | \| СССР \| 15:17[1] \| Барбарианс[a] \| | ???        |
| СССР          | 15:17                                   | Барбарианс |

| 9 апреля 1989 | \| СССР \| 19:13[1] \| Англия[b] \| | ???    |
| СССР          | 19:13                               | Англия |

### Чемпионат Европы 1987/89[англ.]. Группа А
| Франция А                                                                 | 18:16 | СССР                                                               |
| Оливье Рума · Жан-Батист Ляфон · Дидье Камбераберо · Жан-Батист Ляфон (3) | Голы  | Сергей Молчанов · Нугзар Дзагнидзе · Игорь Миронов · Игорь Миронов |

| | Составы  | | |
| 1. Марк Пужолле 2. Доминик Буэ 3. Эрве Шабовски 4. Тьерри Девержи 5. Эрве Шаффардон 6. Жан-Марк Лерме 7. Ален Карминати 8. Оливье Рума 9. Жиль Камбераберо 10. Дидье Камбераберо 11. Филипп Сент-Андре 12. Марк Андриё 13. Ален Жели 14. Стефан Веллер 15. Жан-Батист Ляфон |          | 1. Сергей Молчанов · 2. Роман Маликов · 3. Андрей Кирпа · 4. Сергей Сергеев · 5. Александр Мишаков · 6. Андрей Соколов · 7. Александр Тихонов · 8. Борис Королев · 9. Сергей Демидов · 10. Игорь Миронов · 11. Игорь Куперман · 12. Михаил Паршин · 13. Игорь Нечаев · 14. Владислав Воропаев · 15. Нугзар Дзагнидзе 40' | 1. Сергей Молчанов · 2. Роман Маликов · 3. Андрей Кирпа · 4. Сергей Сергеев · 5. Александр Мишаков · 6. Андрей Соколов · 7. Александр Тихонов · 8. Борис Королев · 9. Сергей Демидов · 10. Игорь Миронов · 11. Игорь Куперман · 12. Михаил Паршин · 13. Игорь Нечаев · 14. Владислав Воропаев · 15. Нугзар Дзагнидзе 40' |
| 16. Фредерик Вело 17. Ксавье Блон | Запасные | 16. Рамиль Хайруллин (вместо Кирпы) · Сергей Романов 40' | 16. Рамиль Хайруллин (вместо Кирпы) · Сергей Романов 40' |
| | Тренеры  | Эдгард Татурян | Эдгард Татурян |

### Турнир «Советского спорта»
| 19 июля 1989                                                                                  | \| СССР \| 20:7 (10:7)[3][1] \| СССР-2 \| \| Игорь Куперман (2) · Андрей Соколов · Сергей Романов · Игорь Миронов (2) · Мамука Лосаберидзе \| Голы \| Рашид Бикбов[e] · Андрей Королихин \| | Москва, ст.Красный балтиец Судья: Зураб Рехвиашвили |
| СССР                                                                                          | 20:7 (10:7) | СССР-2                                              |
| Игорь Куперман (2) · Андрей Соколов · Сергей Романов · Игорь Миронов (2) · Мамука Лосаберидзе | Голы | Рашид Бикбов · Андрей Королихин                     |

| 25 июля 1989                                          | \| СССР \| 33:12[1][5] \| Румыния U-23 \| \| Тихонов (2) · Канна · Романов · Дзагнидзе · Дзагнидзе \| Голы \| Карн · Карн · Карн (2) \| | Москва, ст.Наука       |
| СССР                                                  | 33:12 | Румыния U-23           |
| Тихонов (2) · Канна · Романов · Дзагнидзе · Дзагнидзе | Голы | Карн · Карн · Карн (2) |

| 28 июля 1989                                                           | \| СССР \| 22:9 (7:3)[6][1] \| Уэльс[f] \| \| п: И. Миронов, Тихонов, Куперман; р: И. Миронов (2); ш: И. Миронов (2) \| Голы \| п: Дэвид; р: Уильямс; ш: Уильямс \| | Москва, ст.Наука Зрителей: 2200  |
| СССР                                                                   | 22:9 (7:3) | Уэльс                            |
| п: И. Миронов, Тихонов, Куперман; р: И. Миронов (2); ш: И. Миронов (2) | Голы | п: Дэвид; р: Уильямс; ш: Уильямс |

### Турне по Франции
| 1 октября 1989 | \| Тулуза \| 23:7[7][1] \| СССР \| | Тулуза |
| Тулуза         | 23:7                               | СССР   |

| 5 октября 1989 | \| Тарб \| 12:15[7][1] \| СССР \| | Тарб |
| Тарб           | 12:15                             | СССР |

### Чемпионат Европы 1989/90[англ.]. Группа А
| 22 октября 1989 | \| Румыния \| 13:21[1][8] \| СССР \| | Байя-Маре Судья: Жан-Клод Дюльсе |
| Румыния         | 13:21                                | СССР                             |

| 5 ноября 1989                                             | \| СССР \| 15:12[1][9] \| Италия \| \| Сергей Молчанов · Нугзар Дзагнидзе · Нугзар Дзагнидзе (3) \| Голы \| Массимо Машолетти[англ.] · Луиджи Трояни[итал.] · Луиджи Трояни[итал.] (2) \| | Москва, стадион «Фили» Судья: Ив Бресси               |
| СССР                                                      | 15:12 | Италия                                                |
| Сергей Молчанов · Нугзар Дзагнидзе · Нугзар Дзагнидзе (3) | Голы | Массимо Машолетти · Луиджи Трояни · Луиджи Трояни (2) |

### Турне по Англии
| Корнуолл                                      | 12:12 | СССР                                                  |
| Даррен Чэпман (2) · Дэвид Рул · Даррен Чэпман | Голы  | Александр Тихонов · Игорь Миронов · Игорь Миронов (2) |

| | Составы  | | |
| 1. Джон Мэй (Редрут) 2. Грэм Доу (Бат / Лонсестон) 3. Адам Эллери (Ричмонд / Пензенс-Ньюлин) 4. Энди Рид (Плимут Альбион) 5. Пол Томасон (Редрут) 6. Эдриан Бик (Бат / Пензенс-Ньюлин) 7. Джон Полглейс (Кэмборн) 8. Глин Уильямс (Редрут) 9. Дэвид Рул (Кэмборн) 10. Даррен Чэпман (Кэмборн) 11. Дэвид Уикс (Кэмборн) 12. Стив Роджерс (Кэмборн) 13. Крис Олкок (Кэмборн / ВМС Великобритании) 14. Барри Треваскис (Бат / Фалмут) 15. Кевин Томас (Редрут) |          | 1. Зураб Бакурадзе (Элмавали Тбилиси) 2. Сергей Молчанов (Слава) 3. Игорь Хохлов (СКА Алма-Ата) 4. Александр Мишаков (Фили) 5. Сергей Сергеев (Фили) 6. Владимир Негодин (ЭкскаваторТяжСтрой) 7. Роман Хайрулин (Авиатор Киев) 8. Александр Тихонов (ВВА) 9. Игорь Французов (ВВА) 10. Игорь Миронов (ВВА) 11. Игорь Куперман (ЭкскаваторТяжСтрой) 12. Михаил Паршин (Слава) 13. Игорь Нечаев (ВВА) 14. Владимир Воропаев (ВВА) 15. Евгений Зуев (СКА Алма-Ата) | 1. Зураб Бакурадзе (Элмавали Тбилиси) 2. Сергей Молчанов (Слава) 3. Игорь Хохлов (СКА Алма-Ата) 4. Александр Мишаков (Фили) 5. Сергей Сергеев (Фили) 6. Владимир Негодин (ЭкскаваторТяжСтрой) 7. Роман Хайрулин (Авиатор Киев) 8. Александр Тихонов (ВВА) 9. Игорь Французов (ВВА) 10. Игорь Миронов (ВВА) 11. Игорь Куперман (ЭкскаваторТяжСтрой) 12. Михаил Паршин (Слава) 13. Игорь Нечаев (ВВА) 14. Владимир Воропаев (ВВА) 15. Евгений Зуев (СКА Алма-Ата) |
| 16. Джонатан Уиллис (Редрут) 17. Грант Чемпион (Полиция Дэвона и Корнуолл / Труро) 18. Брайан Эндрю (Кэмборн) 19. Дэйл Марш (Пенрин) 20. Стив Берриман (Пензенс-Ньюлин) 21. Сирели Матавеси (Кэмборн) | Запасные | 16. Роман Маликов (Локомотив Москва) 17. Андрей Соколов (Локомотив Москва) 18. Мамука Лосаберидзе (Айя Кутаиси) 19. Владимир Канна (Авиатор Киев) 20. Нугзар Дзагнидзе (Айя Кутаиси) | 16. Роман Маликов (Локомотив Москва) 17. Андрей Соколов (Локомотив Москва) 18. Мамука Лосаберидзе (Айя Кутаиси) 19. Владимир Канна (Авиатор Киев) 20. Нугзар Дзагнидзе (Айя Кутаиси) |

| Британская армия | 18:3 | СССР |

| | Составы  | | |
| 15 Крис Олкок, 14-11 Аткинс, Споварт, Роук, Рори Андервуд, 10-9 Халл, Морган / 1-8 Грэм, Вуд, Эллери, МакКолл (капитан), Ричардсон, Диксон, Рис, Родбер. |          | 15 Игорь Миронов; 14-11 Евгений Зуев, Владимир Канна, Михаил Паршин, Игорь Куперман; 10-9 Нугзар Дзагнидзе, Мамука Лосаберидзе; 1-8 Зураб Бакурадзе, Сергей Молчанов, Игорь Хохлов, Андрей Соколов, Сергей Сергеев, Владимир Негодин, Андрей Малинин, Александр Тихонов. | 15 Игорь Миронов; 14-11 Евгений Зуев, Владимир Канна, Михаил Паршин, Игорь Куперман; 10-9 Нугзар Дзагнидзе, Мамука Лосаберидзе; 1-8 Зураб Бакурадзе, Сергей Молчанов, Игорь Хохлов, Андрей Соколов, Сергей Сергеев, Владимир Негодин, Андрей Малинин, Александр Тихонов. |
| Глазго, Воррелл, Клэй, ... | Запасные | Николай Плотников, Роман Маликов, Борис Королев, Роман Хайрулин, Игорь Французов, Игорь Нечаев. | Николай Плотников, Роман Маликов, Борис Королев, Роман Хайрулин, Игорь Французов, Игорь Нечаев. |

| 16 декабря 1989 15:00 (UTC) | \| Англия (студенческая) \| 16:15[1] \| СССР \| | Стаурбридж, стадион клуба «Стаурбридж» |
| Англия (студенческая)       | 16:15                                           | СССР                                   |

| Северный дивизион | 30:14 | СССР |

| | Составы  | | |
| 1. Мартин Уайтком (Сейл) 2. Нил Хитчен (Оррелл) 3. Сэмми Саутерн (Оррелл) 4. Роберт Кимминс (Оррелл) 5. Дэвид Кузани (Оррелл) 6. С. Ходжсон (Сейл) 7. Саймон Холмс (Кембриджский университет) 8. Шон Галлахер (Ватерлоо) 9. Нил Саммерс (Хидингли) 10. Джон Стейблер (Уэст Хартлпул) 11. Найджел Хеслоп (Оррелл) 12. Грэм Чайлдс (Нортерн) 13. Брайан Барли (Уэйкфилд) 14. Стив Бёрнхилл (Сейл) 15. Иан Хантер (Нортгемптон) |          | 1. Сергей Молчанов 2. Роман Маликов 3. Зураб Бакурадзе 4. Андрей Соколов 5. Сергей Сергеев 6. Владимир Негодин 7. Роман Хайрулин 8. Александр Тихонов 9. Игорь Французов 10. Игорь Миронов 11. Игорь Куперман 12. Михаил Паршин 13. Игорь Нечаев 14. Евгений Зуев 15. Нугзар Дзагнидзе | 1. Сергей Молчанов 2. Роман Маликов 3. Зураб Бакурадзе 4. Андрей Соколов 5. Сергей Сергеев 6. Владимир Негодин 7. Роман Хайрулин 8. Александр Тихонов 9. Игорь Французов 10. Игорь Миронов 11. Игорь Куперман 12. Михаил Паршин 13. Игорь Нечаев 14. Евгений Зуев 15. Нугзар Дзагнидзе |
| 16. Чез Кузани (Оррелл) 17. Дэйв Клири (Оррелл) 18. Крис Райт (Оррелл) 19. Мартин Хайнс (Оррелл) 20. Мартин Стретт (Оррелл) | Запасные | 16. Борис Королёв 17. Андрей Малинин 18. Николай Плотников 19. Владимир Воропаев 20. Игорь Хохлов | 16. Борис Королёв 17. Андрей Малинин 18. Николай Плотников 19. Владимир Воропаев 20. Игорь Хохлов |

| Англия Б | 18:10 (18:0) | СССР |

| | Составы  |  |  |
| 1. Марк Линнетт (Мозли) 2. Джон Олвер (Харлекуинс) 3. Энди Маллинс (Харлекуинс) 4. Дэвид Болдуин (Сейл) 5. Энди Блэкмор (Бристоль) 6. Мик Скиннер (Харлекуинс) 7. Майк Тиг (Глостер) 8. Дэвид Пеглер (Уоспс) 9. Стив Бэйтс (Уоспс) 10. Дэвид Пирс (Харлекуинс) 11. Эвертон Дэвис (Харлекуинс) 12. Фрэн Клаф (Уоспс) 13. Джон Бактон (Сарацины) 14. Фрэнк Пэкман (Нортгемптон) 15. Саймон Лэнгфорд (Оррелл) |          |  |  |
| Алан Бузза (Кембриджский университет) Пол Халл (Бристоль) Дьюи Моррис (Ливерпуль Сент-Хеленс) Джейсон Леонард (Сарацины) Кевин Данн (Глостер) Бен Кларк (Сарацины) | Запасные |  |  |

## Комментарии
1. ↑  Представлена как «КО-Оптимист»[1]
2. ↑  Представлена как сборная Великобритании[1]
3. ↑  В протоколе espn.co.uk Куперман и Миронов заявлены под противоположными номерами[2]
4. ↑  В протоколе espn.co.uk ошибочно назван Давидом Дзагнидзе[2]
5. ↑  В прессе по ошибке указан как Бикба[1]
6. ↑  Сборная Уэльса представлена клубом звёзд «Кроусхэйс[англ.]»
7. ↑  В программке матча вместо него заявлен Глин Уильямс[11]
8. ↑  В программке матча вместо него заявлен Мартин Хааг[англ.][11]
9. ↑  В программке турне от Daily Mail представлена под названием Combined Services[10] — сборная военнослужащих британской армии, флота и авиации
10. ↑  В программке матча его фамилия передана как Sumners[13]
11. ↑  В программке матча по ошибке указан как Игорь Хайрулин[13]